# Van Sprang (planetoïde)
(3098) van Sprang is een kleine planetoïde in de planetoïdengordel tussen de planeten Mars en Jupiter die op 24 september 1960 is ontdekt door het Nederlandse onderzoeksteam Cornelis Johannes van Houten, Ingrid van Houten-Groeneveld en Tom Gehrels. De kleine planetoïde heeft een elliptische baan om de zon  met een omloopstijd van 3,586 jaar. Met een absolute magnitude van 14,94 is de planetoïde slechts met grote telescopen waarneembaar.
De naam van de planetoïde is ter ere van de oprichter van de Jongerenwerkgroep voor Sterrenkunde Bert van Sprang gegeven.